# Setting Fires (bài hát)
"Setting Fires" là một bài hát của bộ đôi DJ người Mỹ The Chainsmokers. Đây là đĩa đơn thứ năm được phát hành từ đĩa mở rộng thứ hai của họ, Collage (2016). Bài hát có sự hợp tác từ bộ đôi electropop người Mỹ XYLØ. Bài hát được viết bởi Melanie Fontana, Jon Asher, Andrew Taggart, và Alex Pall, trong khi bộ đôi Andrew và Alex tiến hành sản xuất bài hát này. "Setting Fires" được phát hành ngày 4 tháng 11 năm 2016, thông qua hãng đĩa Disruptor Records và Columbia Records.

## Sáng tác
Bài hát được viết theo cung sol thăng thứ với nhịp độ từ 104 tới 108 nhịp mỗi phút. Giọng của XYLØ dao động từ F♯3 tới A♯5 trong bài hát.

## Xếp hạng
| Bảng xếp hạng (2016)                          | Vị trí xếp hạng cao nhất |
| --------------------------------------------- | ------------------------ |
| Áo (Ö3 Austria Top 40)                        | 57                       |
| Bỉ (Ultratip Flanders)                        | 14                       |
| Bỉ (Ultratip Wallonia)                        | 33                       |
| Canada (Canadian Hot 100)                     | 35                       |
| Cộng hòa Séc (Singles Digitál Top 100)        | 31                       |
| Ireland (IRMA)                                | 63                       |
| Hà Lan (Single Top 100)                       | 84                       |
| New Zealand Heatseekers (Recorded Music NZ)   | 2                        |
| Bồ Đào Nha (AFP)                              | 84                       |
| Scotland (OCC)                                | 26                       |
| Slovakia (Singles Digitál Top 100)            | 44                       |
| Sweden (Sverigetopplistan)                    | 92                       |
| Thụy Sĩ (Schweizer Hitparade)                 | 73                       |
| Anh Quốc (OCC)                                | 55                       |
| Anh Quốc Dance (OCC)                          | 18                       |
| Anh Quốc Download (OCC)                       | 29                       |
| Hoa Kỳ Billboard Hot 100                      | 71                       |
| Hoa Kỳ Hot Dance/Electronic Songs (Billboard) | 8                        |

### Bảng xếp hạng cuối năm
| Bảng xếp hạng (2016)          | Vị trí |
| ----------------------------- | ------ |
| Hoa Kỳ Dance/Electronic Songs | 94     |